# Refugi Lluís Estasen
El refugi Lluís Estasen és un refugi de muntanya dins el municipi de Saldes (Berguedà) a 1.675 m d'altitud i situat a la Jaça dels Prats a peu del Pedraforca.
El dia de la col·locació de la primera pedra d'un nou refugi situat a la Jaça del prat a la base de la cara nord del Pedraforca Lluís Estasen i Pla, que assistia a l'acte, va patir una embòlia que posà fi a la seva vida. Dos anys més tard s'inaugurà el refugi amb el nom d'aquest.
Entre els guardes del refugi cal destacar la figura de Joan Martí, alpinista amb experiència (ha escalat als Alps i l'Himàlaia) el qual porta més de 30 anys com a guarda del refugi, essent-ne el guarda des de 1975. En Joan és el guarda que porta més temps al capdavant d'un refugi a Espanya i és considerat una autèntica institució entre els guardes de refugi.

## Emissora de ràdio
Actualment aquest refugi consta d'emissora de VHF i antena de base per a tràfic d'emergència en cas de no haver-hi cobertura al 112 (telèfon d'emergències). Si cal la freqüència de trucada al refugi, que se situa entre la banda aeronàutica i la banda de radioaficionats de 2 metres, es pot sol·licitar trucant al refugi o personalment. Viquipèdia no la publica per tal d'evitar interferències malintencionades, i alhora demana fraternitat i serietat perquè pugui seguir sent un mitjà de comunicació útil pels excursionistes, escaladors, alpinistes, o per a tots qui practiquen un esport de cert risc al Pedraforca.